# Arcipelago malese
L'arcipelago malese, detto anche Insulindia, è un gruppo di isole localizzato nel Sud-est asiatico fra Australia e Indocina.
È, nel suo complesso, il più vasto arcipelago del mondo.

## Descrizione

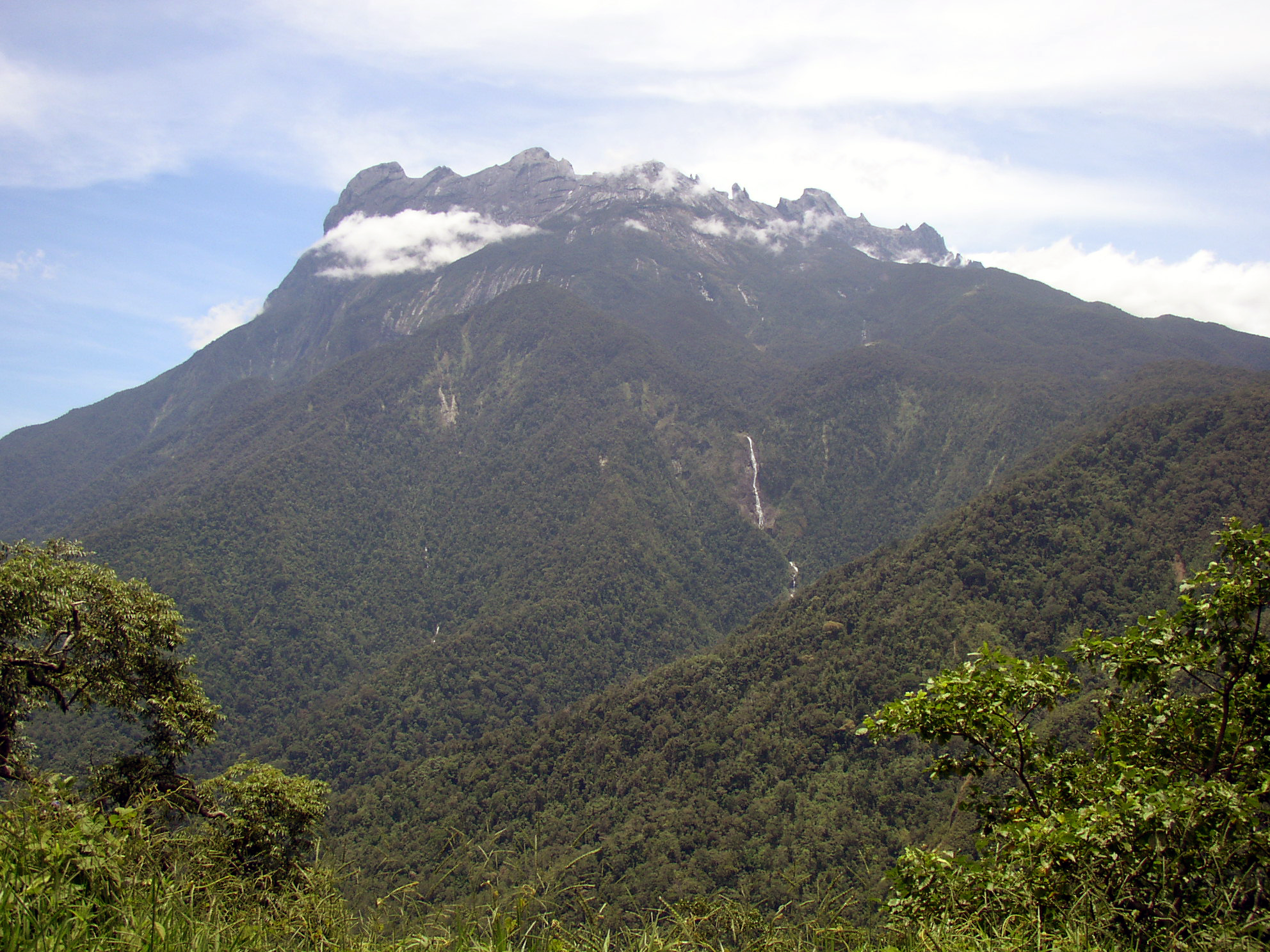
Borneo

Le isole che lo compongono delimitano il "confine" fra Oceano Pacifico e Oceano Indiano e fanno parte di diversi Stati: Indonesia, Filippine, Singapore, Brunei, Malaysia (Stati di Sarawak, Sabah e territorio federale di Labuan), Timor Est e Papua Nuova Guinea anche se l'inclusione di quest'ultima è controversa sia per ragioni culturali sia per motivi geografici in quanto l'isola di Nuova Guinea, da un punto di vista geologico, non fa parte della piattaforma continentale dell'Eurasia.
L'arcipelago malese comprende a sua volta diversi arcipelaghi, i principali sono: 
- Le isole della Sonda divise in 
  - Grandi Isole della Sonda
  - Piccole Isole della Sonda
- L'arcipelago delle Molucche
- Le Filippine

La superficie complessiva è pari a circa 2 milioni di km², e la popolazione totale è di circa 345 milioni di persone.
Le isole principali dell'arcipelago sono Nuova Guinea (se compresa), Borneo e Sumatra, la più popolosa è l'isola di Giava.
Da un punto di vista geologico l'arcipelago è una delle regioni vulcaniche più attive al mondo, il punto più elevato è il monte Kinabalu a Sabah (4.101 m s.l.m.) oppure, se si comprende la Nuova Guinea, il Puncak Jaya (4.884 m s.l.m.) nella provincia di Papua.
L'arcipelago è situato a cavallo dell'equatore, il clima è tropicale ma sensibilmente più piovoso nella parte occidentale che in quella orientale.
La fauna presenta una forte differenziazione fra la parte occidentale e quella orientale, le due regioni sono infatti separate dalla cosiddetta linea di Wallace.